# RAF Montrose

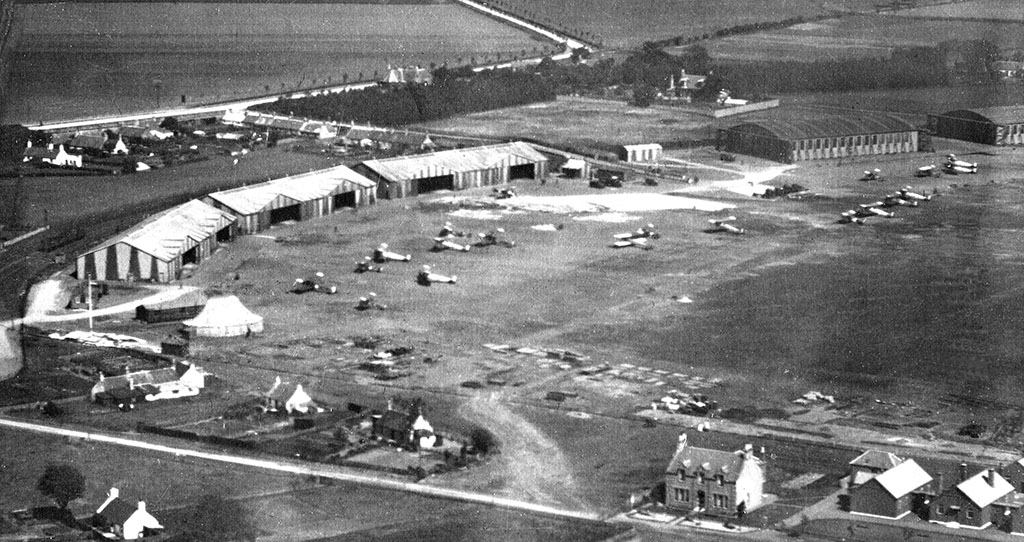
RAF Montrose 1947

Die RAF Montrose ist ein ehemaliger Militärflugplatz in der schottischen Kleinstadt Montrose in der Council Area Angus.

## Geschichte
Im April 1912 wurden mit dem Royal Flying Corps die britischen Luftstreitkräfte gegründet. Da zu diesem Zeitpunkt noch keine speziellen Militärflugplätze existierten, wurde die Einrichtung von zwölf, über das Vereinigte Königreich verteilte Basen beschlossen. Am 13. Februar 1913 starteten vom heutigen, damals noch nicht existenten Farnborough Airfield fünf Flugzeuge des zweiten Schwadrons, um die 720 km weite Strecke zur rund fünf Kilometer südlich von Montrose gelegenen Upper Dysart Farm zu überwinden. Als Erster Lord der Admiralität hatte Winston Churchill das Gelände als ersten Standort des Royal Flying Corps’ festgelegt, da von dort aus die militärisch bedeutenden schottischen Werften und Scapa Flow erreichbar waren. Nach 13 Tagen wurde das Ziel erreicht. Der Kommandant äußerte jedoch bald Bedenken gegen den Standort. Er erhielt die Erlaubnis den Flugplatz an seinen heutigen Standort im Norden Montroses zu verlegen, den er als ideal ausgemacht hatte. Gegen Ende des Jahres waren mit den nach dem Kommandanten benannten Major Burke’s Sheds die ersten Hangars auf britischem Boden errichtet und die Basis einsatzbereit. Auf Grund ihrer Geschichte gilt die RAF Montrose als erster Flugplatz der britischen Luftstreitkräfte. Im Laufe des Ersten Weltkriegs entwickelte sich der Standort zu einer Ausbildungsstätte des Royal Flying Corps’.
Nach Kriegsende, im Jahre 1920 wurde der Flugplatz geschlossen und in den Hangars Lewis-Maschinengewehre gewartet und überholt. Mit dem sich abzeichnenden Zweiten Weltkrieg wurde er am 1. Januar 1936 als militärischer Ausbildungsstandort wiedereröffnet. Zu Kriegszeiten diente er auch der Ausbildung alliierter Kräfte. Außerdem starteten von Montrose regelmäßig Versorgungsflüge für Widerstandskämpfer im besetzten Norwegen. Am 25. Oktober 1940 griffen deutsche Junkers Ju 88 den Standort an, wobei fünf Personen getötet wurden. Nach Kriegsende diente die RAF Montrose als Wartungsbasis und wurde am 4. Juni 1952 endgültig geschlossen.

## Bauwerke

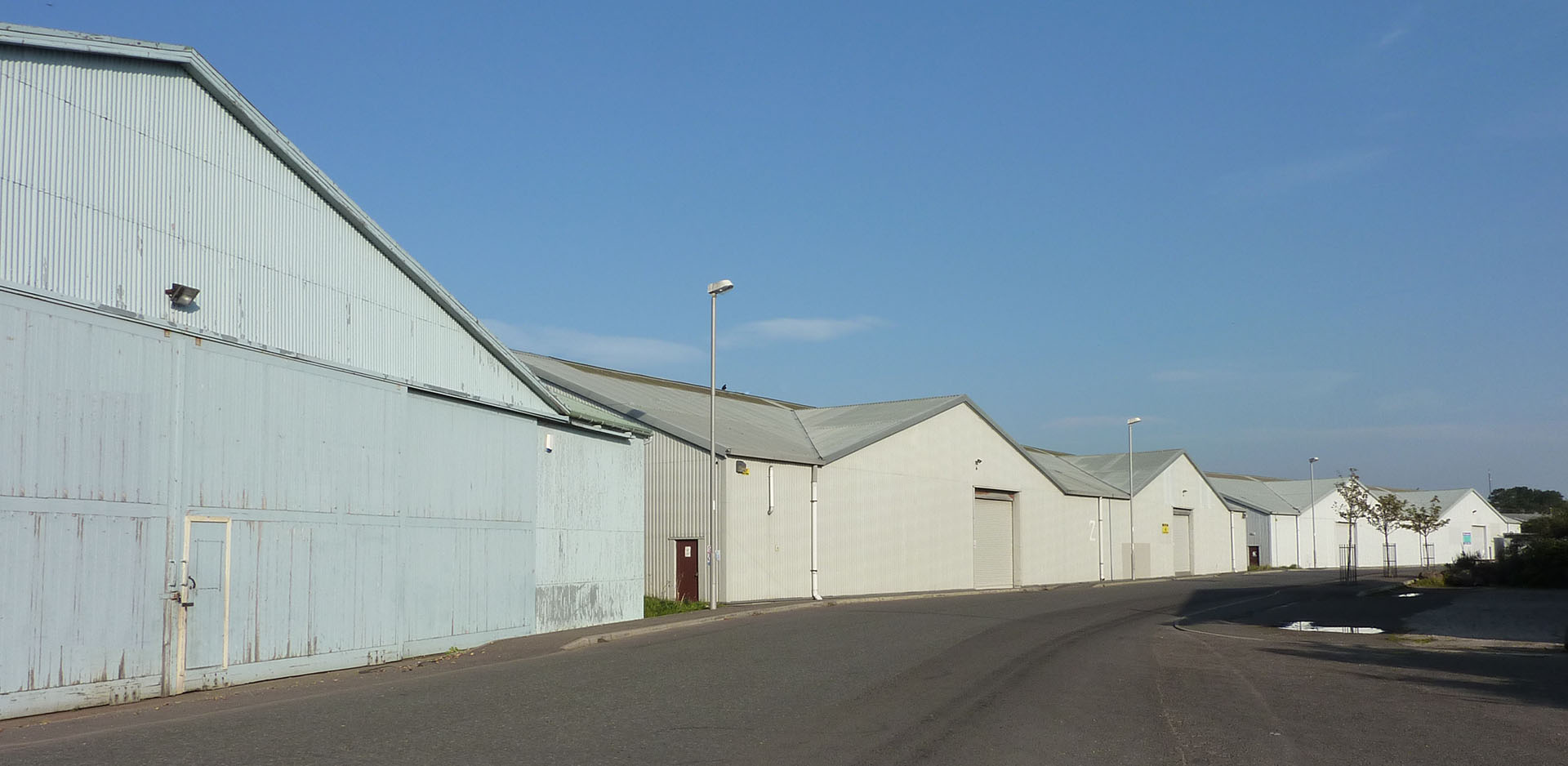
Die drei Major Burke’s Sheds

Die seit 1913 praktisch unveränderten Major Burke’s Sheds sind die einzigen ihrer Art weltweit. Alle drei Gebäude, sind in den schottischen Denkmallisten als Ensemble als Denkmal der höchsten Kategorie A klassifiziert. Die Nummern 46 und 47 waren zuvor separat als Ensemble der Kategorie B eingestuft. Die Gebäude Nr. 62, Nr. 141 und Nr. 151 sind hingegen Kategorie-C-Bauwerke.
Die RAF Montrose verfügte zu keiner Zeit über asphaltierte Bahnen. Die Anlage ist als Museum restauriert.